# Rostre sphénoïdal
Le rostre sphénoïdal ou bec du sphénoïde  est une saillie osseuse du corps du sphénoïde. 
Il est en forme de bec et se situe à la jonction de la partie inférieure et de la partie antérieure de la crête sphénoïdale. 